# 愛のワンニャン大作戦
愛のワンニャン大作戦（あいのわんにゃんだいさくせん）は、ハウフルスが制作し、BS朝日で2008年10月17日から2009年5月29日まで放送されていたバラエティ番組である。
当初は毎週金曜の22:00 - 22:55（JST）に放送されていたが、2009年4月3日以降は同時間帯での放送ながら2回に1回は前の回の再放送となっていた。そのため、最終回の本放送は5月22日であった（5月29日はその最終回の再放送）。
番組は前述したように2009年5月いっぱいで終了したが、翌週6月7日から毎週日曜18:00 - 18:30（JST）にて、30分枠に縮小した後継番組「愛のワンニャンタイム」として放送されていた。

## 出演
- 高橋克典
- 島本真衣（テレビ朝日アナウンサー）

この他、週替わりで犬もしくは猫がゲストとして招かれる（出演希望者を一般視聴者から公募している）。背景ではなく、立派な「ゲスト」扱いである。

## 概要
犬や猫のための「ワンニャフル」な情報を届ける番組とされる。
番組初期の頃は芸能人若しくは一般視聴者のペットを、他のペットとお見合いさせるというのをメインとしていたが、2009年の年明け以降は趣が若干変わり、ペットの携帯動画投稿企画とゲスト芸能人のペットに関するお悩み解決がメインとなった。メインのコーナー以外は全体的に視聴者参加型の企画が多い。
当初は全面ノンスポンサーで放送されていたが、2009年の年明け以降はNTTドコモの1社提供となった（ただし、番組宣伝等のCMも多く、厳密な1社提供ではなかった）。しかし、ドコモは3ヶ月で降板し、残りの期間は他のスポンサーがついていた。

## コーナー
ワンニャン・ア克デミー賞
2009年1月9日より。視聴者から送られてきたペットの携帯動画を数作品紹介し、最後は高橋がその週の「ア克デミー賞」を選定。受賞した作品の投稿者にはハートの形に「克」の文字が入った特製トロフィーが贈られる。不定期にグランドチャンピオン大会も行われる。
ワンニャン相談室〜何と言ってるんでしょう？〜
2009年1月9日より。前述した通り、ゲスト芸能人のペットに関する特有のお悩みに対し、専門家がそのペットの気持ちを解説し、アドバイスする。
今週のはじめまして
視聴者参加型のコーナーで、生まれたばかりのペットの映像を送る。
こんなモノ見つけました!
2009年2月20日より。島本アナ担当のコーナーで、ユニークなペット用グッズを紹介し、ゲストの犬が試用する。最後は高橋がそれに対する評価を骨の数により行うが、この評価方法は同じハウフルス制作の『チューボーですよ!』を意識しており、高橋も堺正章の喋り方をまねて「骨○つ!」と絶叫する。
今週の着信館
視聴者から送られてきたペットの携帯待受用静止画を一挙に紹介する。

### 過去のコーナー
愛のワンニャン大作戦・お見合い
2008年12月19日まで。芸能人若しくは一般視聴者のペットを、他の一般視聴者のペットとお見合いさせる。最後は専門家が相性を判定する。
至福のひととき
2008年12月19日まで。ペットがマッサージなどを受けている映像を送る。
出没!ワンニャンMAP
2009年2月13日まで。ペットとともに楽しめるスポットを紹介する。タイトルからして、同じハウフルス制作の『出没!アド街ック天国』を意識している。

## 関連番組
- 世界ペット紀行